# Artëm Kuzjakin
Artëm Alekseevič Kuzjakin (in russo Артём Алексеевич Кузякин?; Leningrado, 10 marzo 1980) è un ex cestista russo.
È noto anche con la traslitterazione Artem Kuzyakin.

## Palmarès
- Coppa di Russia: 1

UNICS Kazan': 2008-09
- FIBA EuroCup Challenge: 1

Ural Great Perm': 2005-06